# 邬桥水库
邬桥水库是中国河南省信阳市潢川县境内的一座水库，位于白塘堰上，建于1972年。水库正常库容为780万立方米，集雨面积为18平方千米，海拔为48.5米。